# المركز الوطني للوثائق والمحفوظات
المركز الوطني للوثائق والمحفوظات هو مركز سعودي  يهدف إلى إعادة الوثائق التي تعرضت لعوامل بيئية إلى شكلها الطبيعي وإطالة عمرها باستخدام أنسب الطرق العلمية.

## نشأة المركز
أنشئ المركز الوطني للوثائق والمحفوظات بأمر ملكي وذلك بتاريخ  23 شوال 1409هـ، ويرتبط إداريا برئيس الديوان الملكي، وتدير أعماله هيئة ترسم سياسته وتتابع تنفيذها وتقترح ما تراه مناسباً من الأنظمة واللوائح والإجراءات لتحقيق أهدافه.

## أهداف المركز
- إعداد اللوائح التنفيذية اللازمة لنظام الوثائق والمحفوظات وتنفيذها بعد إقراراها.
- إعداد دليل تصنيف موحد للوثائق والمحفوظات، ودليل ترميز شامل لأجهزة الدولة .
- جمع الوثائق والمحفوظات، وفهرستها، وتصنيفها، وترميزها، وحفظها، وصيانتها، وتنظيم تداولها وفقاً لنظام الوثائق والمحفوظات.
- الإشراف والمتابعة الفنية لعمليات الحفظ في الأجهزة الحكومية، والعمل على حماية الوثائق والمحفوظات .
- إعداد التنظيم الإداري والإجراءات الإدارية والفنية اللازمة لأعمال المركز وتنفيذها بعد إقرارها، وتوفير البيانات والمعلومات عن الوثائق والمحفوظات للمستفيدين منها .
- تجميع الأنظمة واللوائح والتعليمات والاتفاقيات والمعاهدات .
- تحقيق التنسيق والتكامل مع الأجهزة المعنية بالوثائق والمحفوظات في المملكة، وتبادل الخبرات والمعلومات معها
- تحقيق التعاون في مجال الوثائق والمحفوظات مع الأجهزة المختصة دولياً، وذلك عن طريق :

1. الاشتراك في الهيئات والمنظمات الإقليمية والدولية في مجال الوثائق والمحفوظات، وحضور الندوات والمؤتمرات والحلقات العلمية المتخصصة وإعداد البحوث المتعلقة بذلك
2. تبادل المعلومات مع المراكز الوطنية للوثائق والمحفوظات في العالم.

- العمل مع الجهات المختصة على إيجاد العناصر الوطنية المؤهلة للعمل في مجال الوثائق والمحفوظات .
- الإشراف على إتلاف المحفوظات والوثائق التي يتقرر إتلافها بموجب اللائحة الخاصة بذلك.[1]

## أعضاء المركز
- رئيس الديوان الملكي رئيسا
- الأمين العام لمجلس الوزراء عضوا
- رئيس هيئة الخبراء بمجلس الوزراء عضوا
- المدير العام للمركز عضوا
- الأمين العام لدارة الملك عبد العزيز عضوا
- الأمين العام لمكتبة الملك عبدالعزيز العامة عضوا
- الأمين العام لمكتبة الملك فهد الوطنية عضوا
- نائب مدير عام معهد الإدارة العامة للبحوث والمعلومات عضوا، بالإضافة إلى ثلاثة من المختصين بشؤون الوثائق والمحفوظات من أعضاء هيئة التدريس في الجامعات أو غيرهم يختارون بأمر سام لمدة ثلاث سنوات قابلة للتجديد لمرة واحدة فقط بناء علي ترشيح من الديوان الملكي .

## اللجنة الدائمة للوثائق
صدر الأمر السامي بالموافقة على تشكيل اللجنة الدائمة للوثائق بالجهاز الحكومي التي من مهامها:
- تكون اللجنة مرجعاً رئيسياً لشؤون وثائق الجهاز
- دراسة مشاريع اللوائح والخطط المتعلقة بوثائق الجهاز المقدمة من اللجان المختصة.
- تسمية أعضاء لجان الوثائق المتخصصة بالجهاز الحكومي وتسمية أعضاء فريق العمل لكل لجنة.
- الإشراف على صحة ودقة واكتمال البيانات والمعلومات المقدمة للمركز الوطني للوثائق والمحفوظات عن وثائق الجهاز.
- ضمان التنسيق والتكامل في أداء اللجان وفرق العمل لواجبتها.
- الإشراف على أعمال لجان التقويم والإتلاف وتوجيهها وإجازة نتائج أعمالها.
- التوجيه بعمل الدراسات النظامية والتنظيمية والإجرائية المتعلقة بالجهاز لتبسيط أداء الأعمال واختصار الإجراءات وتنميط الأعمال المتماثلة واقتراح المعايير الشكلية والموضوعية لإنتاج الوثائق وذلك بهدف التقليل من إنتاج الوثائق والاستغناء عن غير الضروري منها وتحسين نوعية الوثائق .

### ترحيل الوثائق
الوثائق دائمة الحفظ ترحل للحفظ لدى المركز بعد انتهاء مدة حفظها لدى اللجنة, وقد صدرت لائحة ترحيل الوثائق والمحفوظات متضمنة الترتيبات اللازمة لتجهيز الوثائق أو المحفوظات لأغراض الترحيل, والنماذج الخاصة بترحيل الوثائق .

### التزويد بالوثائق
```
 توفير البيانات والمعلومات من الوثائق والمحفوظات للمستفيدين منها وفقا للوائح المركز .
```

### إيداع الوثائق
للمركز الحق في الحصول على الوثائق من الأجهزة الحكومية والمؤسسات والشركات والأفراد وفقا للوائحها.

### التوثيق الآلي
عمل المركز على إيجاد برنامج أرشفة إلكتروني بمواصفات ومعايير متقدمة ويقوم المركز حالياً بتحويل جميع الوثائق المتوفرة لديه إلى صيغ إلكترونية من خلال البرنامج وإيجاد المعلومات اللازمة عن الوثيقة بما يمكن استرجاعها والاستفادة منها بيسر وسهولة

### طباعة ونشر الوثائق
تتولى إدارة التحرير والنشر بالمركز الوطني للوثائق والمحفوظات مهمة إعداد وتهيئة الأنظمة واللوائح والاتفاقيات للطباعة والنشر, وتتم عملية إعداد وتهيئة الانظمة واللوائح والاتفاقيات للطباعة وفقا للترتيبات التي تضمنها قرار مجلس الوزراء، وتطبع الأنظمة واللوائح والاتفاقيات في مطابع الحكومة وتباع في جميع فروع وزارة المالية في جميع المناطق

### التعقيم والترميم
تقوم إدارة تعقيم ومعالجة الوثائق بالمركز بمسؤولية تعقيم ومعالجة جميع الوثائق الرسمية المرحلة إليه من قبل الأجهزة الحكومية المختلفة وغالباّ ما تكون هذه الوثائق قد مرت بعدة عوامل تراكمية تتسبب في تآكل الأوراق وتلفها ومن هذه العوامل:
1. التعامل المتكرر غير الصحيح.
2. تخزين الوثائق بطريقة غير سلمية
3. وجود الحشرات والديدان والفطريات وإفرازاتها
4. وجود مستويات غير مقبولة من درجات الحرارة والرطوبة
5. تعرضها لأشعة الشمس المباشرة
6. تراكم الأتربة والغبار على سطح الوثائق .

### التعقيم
الهدف من التعقيم هو قتل الحشرات والديدان والكائنات الحية الدقيقة والفطريات الموجودة على الوثائق, وإيقاف نشاطها بحيث تصبح المواد المعقمة آمنة حين تداولها والتعامل معها
ومن الطرق المستخدمة في عمليات التعقيم : 
التعقيم باستخدام غاز الأوزون ويقوم المركز بتعقيم الوثائق لدى الأجهزة الحكومية, وتتم تجهيز سيارات متنقلة لهذا الغرض كما يشرف المركز على مستودعات الحفظ وتعقيمها وتأمين البيئة المناسبة لتخزين الوثائق من حيث درجات الحرارة والرطوبة المناسبتين.

### الترميم
الهدف منها الحفاظ على الوثائق وإطالة عمرها وإعطائها شكلها الطبيعي وتتم العملية بعدة خطوات منها:
1. تنظيف الوثائق وإزالة الأتربة والغبار العالق باستخدام الأجهزة
2. المعالجة الكيمائية اللازمة مثل إزالة الحموضة باستخدام المحاليل المناسبة وما يصاحبها من عمليات تقوية وتطرية للأوراق والتي يؤدي تركها مع وجود مستويات حفظ سيئة إلى تلف الوثيقة.
3. معالجة التمزقات والتكسير والنقص الحاصل في الوثائق .[1]

## العضوية في المنظمات الدولية والإقليمية والمحلية
- عضوية المجلس الدولي للأرشيف
- عضوية المجلس في الأمانة العامة لمراكز الوثائق والدراسات بدول مجلس التعاون الخليجي
- عضوية المركز في مجلس إدارة دارة الملك عبد العزيز